# 鈴木麻矢
鈴木 麻矢（すずき　あや）はトルコ翻訳家。
女子学院を経て早稲田大学第一文学部卒。トルコ・ウズベキスタン・アメリカ合衆国に留学。イスタンブル大学大学院修士課程修了（トルコ文学・言語学）
ノーベル文学賞を受賞したトルコの作家オルハン・パムクの「黒い本」、ケマル・パシャらによるトルコ革命・独立戦争を描く同国の大ベストセラー「トルコ狂乱」等、トルコ語の文芸作品の翻訳を手掛ける。

## 著作
「ウズベキ語・日本語フレーズブック Ўзбекча-Японча сўзлашгич」2001

## 翻訳
- トゥルグット・オザクマン「トルコ狂乱～オスマン帝国崩壊とアタチュルクの戦争～」三一書房　2008
- オルハン・パムク「黒い本」藤原書店　2016
- 2017年よりトルコの大河ドラマ「オスマン帝国外伝〜愛と欲望のハレム〜」字幕翻訳。
- セラハッティン・デミルタシュ「セヘルが見なかった夜明け（英語版）」 早川書房 2020